# Hockey Club Lugano

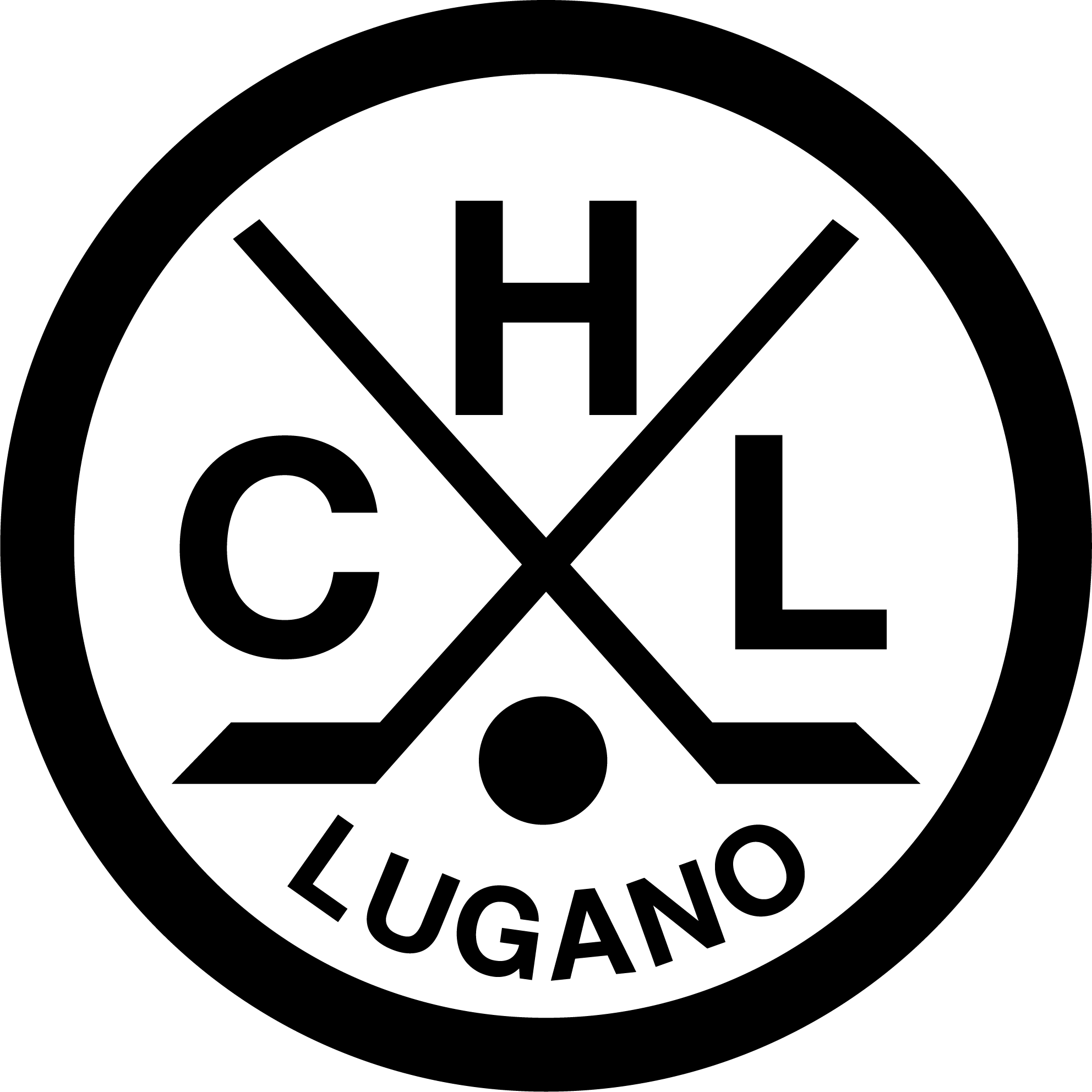
Escudo de Hockey Club Lugano.

O Hockey Club Lugano é uma equipa de hóquei sobre o gelo da cidade de Lugano, Suíça, e joga na Liga Nacional A.

## Sociedade
O Hockey Club Lugano é um dos clubs desportivos mais afirmados e ganhantes do hóquei suíço. Da época 1985/86 conquistou 7 títulos suíços (1986, 1987, 1988, 1990, 1999, 2003 e no 2006), outras 5 finais dos playoff, duas participações ao turno final da Taça Campeões, um Top Four Final da Euroliga, um acto conclusivo da Taça Spengler, 2 terceiros lugares na Superfinal da Continental Cup e un terceiro lugar na IIHF European Champions Cup (Super Six).

## Desempenho
- Época 1963/64

Promoção na LNB

- Época 1970/71

Promoção na LNA

- Época 1981/82

Campeão Suiço LNB

- Época 1982/83

Participação ao turno para o título
6. Lugar

- Época 1983/84

Participação ao turno para o título
4. Lugar

- Época 1984/85

Participação ao turno para o título
2. Lugar

- Época 1985/86

1. Lugar na regular season
Campeão Suiço

- Época 1986/87

1. Lugar na regular season
Campeão Suiço
final Taça Europa

- Época 1987/88

1. Lugar nella regular season
Campeão Suiço
Semifinal Taça Europa

- Época 1988/89

1. Lugar na regular season
Final Playoff
Semifinal Taça Europa
- Época 1989/90

1. Lugar nella regular season
Campeão Suiço

- Época 1990/91

2. Lugar nella regular season
Final Playoff
Final Taça Europa

- Época 1991/92

2. Lugar na regular season
Final Taça Spengler

- Época 1992/93

4. Lugar na regular season
Semifinal Playoff

- Época 1993/94

3. Lugar na regular season
Semifinal Playoff

- Época 1994/95

2. Lugar nella regular season
Quartos-de-final Playoff

- Época 1995/96

7. Lugar na regular season
Quartos-de-final Playoff

- Época 1996/97

5. Lugar na regular season
Semifinal Playoff

- Época 1997/98

6. Lugar na regular season
Quartos-de-final Playoff

- Época 1998/99

3. Lugar na regular season
Campeão Suiço

- Época 1999/00

1. Lugar na regular season
Final Playoff
4. Lugar European Hockey League

- Época 2000/01

1° Lugar na regular season
Final Playoff

- Época 2001/02

2° Lugar na regular season
Semifinal Playoff

- Época 2002/03

4. Lugar na regular season
Campeão Suiço
3. Lugar Superfinal Continental Cup

- Época 2003/04

1. Lugar na regular season
Final Playoff
3. Lugar Superfinal Continental Cup

- Época 2004/05

1. Lugar na regular season
Quartos-de-final Playoff

- Época 2005/06

2. Lugar na regular season
 Campeão Suiço

- Época 2006/2007

4. Lugar na regular season
Quartos-de-final Playoff
3. Rango European Champions Cup (Super Six)